# Natuurkundige eenheid
Een natuurkundige eenheid of kortweg eenheid is een maat waarin natuurkundige grootheden numeriek kunnen worden uitgedrukt. Eenvoudiger gezegd: een grootheid is iets wat kan worden gemeten, zoals de lengte. Een eenheid is de hoeveelheid waarin de gemeten grootheid wordt uitgedrukt, bijvoorbeeld de meter. Het aantal eenheden heet de numerieke waarde; deze is zelf een dimensieloos getal.
De waarde van de grootheid kan worden beschouwd als het product van de numerieke waarde en de eenheid. De dimensie van de grootheid is dezelfde als die van de eenheid.
Bijvoorbeeld, de afstand van de aarde tot de maan is gemiddeld 384 440 kilometer, ofwel 0,000 000 040 64 lichtjaar, ofwel 1 261 300 000 voet. Kilometer, lichtjaar en voet zijn eenheden van lengte.

## SI-eenheden
Voor wetenschappelijke toepassingen mogen alleen eenheden worden gebruikt die deel uitmaken van het SI-stelsel (afkorting van Système International d’Unités) of die rechtstreeks afgeleid zijn van een SI-eenheid. Er zijn 7 SI-basiseenheden.
Enkele voorbeelden van eenheden die rechtstreeks afgeleid zijn van de zeven SI-basiseenheden:
- newton: 1 N = 1 kg · m · s−2
- volt 1 V = 1 kg · m2 · s−3 · A−1

Meer afgeleide eenheden staan vermeld op Natuurkundige grootheden en eenheden.

## Rekenkundige bewerkingen
In rekenkundige bewerkingen met grootheden horen het getal en de eenheid waaruit een grootheid bestaat bij elkaar, en gelden voor de eenheden dezelfde rekenregels als voor getallen.
Voorbeeld: een vel papier van het formaat A4 de afmetingen:
21 cm × 29,7 cm
De oppervlakte is het product daarvan: 623,7 cm²
Bij het vermenigvuldigen van afmetingen is een mogelijke complicatie dat men kortweg de eenheid maar eenmaal vermeldt, bijvoorbeeld:
21 × 29,7 cm
wat men dan niet meer eenvoudig als vermenigvuldiging kan uitwerken (men zou op 623,7 cm uitkomen, een lengte).
Ook verschillende eenheden kunnen vermenigvuldigd worden, bijvoorbeeld:
230 V × 3 A = 690 V·A = 690 W
Optellen is alleen mogelijk als de eenheden gelijk zijn:
5 cm + 8 cm = 13 cm
Een voorvoegsel heeft hogere prioriteit.
Een eenheid als km² (vierkante kilometer) moet worden gelezen als (km)²

## Schrijfwijze
Voor de namen en de symbolen van eenheden gelden SI-regels voor de schrijfwijze, die door het BIPM worden aanbevolen.
Zo wordt bijvoorbeeld aanbevolen te schrijven "km/h" of "kilometer per uur", maar niet "km per uur".
Gemengd gebruik van symbolen en voluit geschreven eenheden wordt afgeraden, daarbij geldt de breukstreep als symbool; dus niet "km/uur", "km per uur" of "kilometer/uur".
Symbolen voor eenheden worden over het algemeen gecombineerd met een hoeveelheid in cijfers, dus 5 km, 30 kV, 0,2 Pa, maar niet: "Na een paar km hadden we een lekke band" of "Je hebt een accu van twaalf V nodig." Wel kan men schrijven: "Je hebt een accu van 12 V nodig." of "Je hebt een accu van twaalf volt nodig."
Hoewel het symbool van eenheden die genoemd zijn naar een persoon, met een hoofdletter geschreven worden, is in de meeste gevallen de naam van de eenheid met een kleine letter.
Eenheden worden vaak verkeerd geschreven: met een hoofdletter als dat niet moet, of andersom.
- Voor de symbolen voor eenheden geldt dat de spelling zowel als het gebruik van hoofd- en kleine letters onafhankelijk van de taal in hele wereld gelijk is. De regel is dat het symbool met een kleine letter wordt geschreven, tenzij de naam van de eenheid van een eigennaam is afgeleid: in dat geval wordt de eerste letter een hoofdletter. Enkele voorbeelden:
  - m (de meter is niet van een naam afgeleid),
  - V (de volt is genoemd naar Alessandro Volta),
- Decimale voorvoegsels voor kilo en kleiner worden met een kleine letter geschreven, die voor mega en hoger met een hoofdletter.
- Achter een symbool komt geen punt (het is geen afkorting, maar een symbool), behalve natuurlijk aan het einde van een zin. Schrijfwijzen als K.M. of KM (voor kilometer) zijn onjuist.
- symbolen voor grootheden worden cursief geschreven, die voor eenheden worden rechtop (romein) geschreven.
- Symbolen hebben geen meervoud, het meervoud van km is dus km en niet kms.

## Meervoud in het Nederlands
Een merkwaardigheid in het Nederlands is dat van de meeste eenheden het meervoud niet gebruikelijk is als ze direct worden voorafgegaan door een getal.
- 3 V - 3 volt - drie volt
- een paar volt - enkele volts[2] - duizenden volts
- 3 km - 3 kilometer - drie kilometer(s)
- een paar kilometer - enkele kilometers[2] - een tiental kilometers[2]
- 2 Pa - 2 pascal - twee pascal
- een paar pascal - enkele pascals[2] - tientallen pascals[2]
- 24 h - 24 uur - vierentwintig uur (uren) - tien lange uren[2]
- 3 s - 3 sec[3] - 3 seconden[4] - drie seconden[4]
- 60 min - 60 minuten[4] - zestig minuten[4]

## Omrekenen van eenheden
Soms kunnen voor dezelfde grootheid verschillende eenheden gebruikt worden. Een voorbeeld is de grootheid temperatuur, die kan worden uitgedrukt in graden Celsius maar ook in kelvin. Het wordt bij gebruik van eenheden uit verschillende systemen al gauw lastig om met natuurkundige formules te werken. De voornaamste drijfveer voor het ontstaan van het SI was om dit tot een minimum te beperken.

## Metrieke stelsel
Hoewel de eerste voorloper van het SI (het metrieke stelsel) opgesteld is tijdens van de Franse Revolutie, was koning Willem I de eerste die het tot wettelijk bindend systeem verhief. Hij wilde daarmee de eenheid in zijn koninkrijk bevorderen. Sindsdien is iedere staat op aarde, behalve de VS hem daarin gevolgd.

## EU-richtlijn
In 1979 werd het gebruik van het SI-stelsel dwingend voorgeschreven in het economisch verkeer, voor doeleinden van volksgezondheid en openbare veiligheid en voor bestuursrechtelijke handelingen, door de totstandkoming van Richtlijn 80/181/EEG van de Raad van de Europese Gemeenschappen van 20 december 1979 inzake de onderlinge aanpassing van de wetgevingen der lidstaten op het gebied van de meeteenheden (PbEG L39, Meeteenhedenrichtlijn).

## Nederlandse wetgeving
Op basis van de Metrologiewet is er het Meeteenhedenbesluit 2006, dat de erkende eenheden vaststelt. Dit zijn naast de SI-eenheden (met tussen haakjes het officiële symbool):
- minuut (min), uur (h),[8] dag (d)
- ton (t): 1 t = 1 Mg
- volle hoek: 1 volle hoek = 2 π rad
- liter (l of L)
- bar: 1 bar = 100 kPa
- graad (°), minuut ('), seconde ("), decimale graad of gon
- geünificeerde atomaire massa-eenheid u
- elektronvolt (eV)
- dioptrie
- are (a) (hectoare (ha) wordt afgekort tot hectare)
- barn (b)
- metriekkaraat
- tex
- millimeter kwik (mm Hg)
- decibel A (dB(A))
- EEG-natuurgewicht
- volumeprocent (% vol)
- massaprocent (% mas)

Seconde en minuut zijn dus officiële volle namen van eenheden met elk twee betekenissen.
Voor enkele eenheden zijn er beperkingen tot bepaalde toepassingen en worden de voorvoegsels niet gebruikt.